# Max Streibl
Max Balthasar Streibl (Oberammergau, 6 gennaio 1932 – Monaco di Baviera, 11 dicembre 1998) è stato un politico tedesco dell'Unione Cristiano-Democratica di Germania. 
Dopo la morte del presidente della Baviera, Franz Josef Strauß, nel 1988, diventò il suo successore come capo del governo. Dal 1977, Streibl ricoprì l´incarico del ministro finanziario della Baviera sotto i governi di Alfons Goppel e Strauß. Durante la sua presidenza si realizzò la riunificazione della Germania. La sua popolarità col popolo bavarese era alta nonostante diversi scandali: Era accusato di nepotismo e corruzione. Nel 1993, il suo partito lo sostituì con Edmund Stoiber.